# Kawasaki Ki-96
Kawasaki Ki-96 (яп. キ96) — проєкт двомоторного важкого винищувача Імперської армії Японії періоду Другої світової війни.

## Історія створення
Після впровадження у серійне виробництво літака Kawasaki Ki-45, який виявився вдалою та надійною машиною, фірма Kawasaki почала роботи над його покращеною версією під назвою Ki-45-II. В цю модифікацію планувалось поставити два двигуни Mitsubishi Ha-112-II з потужністю 1500 к.с. кожен. Окрім того, нова модифікація повинна була мати більші розміри, зокрема довжина крил зросла до 15,57 м (з 15,02 м). Також було змінено хвіст для кращого керування при втраті одного з двигунів. Через низьку зацікавленість армійського командування і завантаженість іншими проєктами роботи йшли повільно. Проте, у грудні 1942 року командування ВПС Імперської армії Японії зацікавилось розробкою, і видало замовлення на 3 дослідні літаки, але в одномісному варіанті, оскільки на їх думку наявність заднього стрільця-радиста не виправдовувало збільшену масу.
Перший прототип Ki-45-II, який вже перебував у процесі виготовлення, був перебудований в одномісний варіант і отримав нове позначення Ki-96, оскільки з Ki-45-I він мав дуже мало спільного. Два інші прототипи одразу будувались в одномісному варіанті. В результаті в першого прототипа кабіна була значно більша ніж в інших двох.
У вересні 1943 року прототипи були готові. Результати випробувань були абсолютно задовільними. Літак показав хорошу керованість та перевершив розрахункові льотні показники. Але командування ВПС ще до проведення перших польотів змінило свої погляди та замовило 2-місний варіант винищувача. Роботи над Ki-96 були припинені, але він фактично став прототипом літака Kawasaki Ki-102.

## Тактико-технічні характеристики

### Технічні характеристики
- Екіпаж: 1 чоловік
- Довжина: 11,45 м
- Висота: 3,70 м
- Розмах крила: 15,57 м
- Площа крила: 34,00 м ²
- Маса порожнього: 4 550 кг
- Маса спорядженого: 6 000 кг
- Навантаження на крило: 176.5 кг/м2
- Двигун: 2 х Mitsubishi Ha112-II
- Потужність: 2 х 1 500 к. с.
- Питома потужність: 2 кг/к.с.

### Льотні характеристики
- Максимальна швидкість: 600 км/г
- Практична дальність: 1 600 км
- Практична стеля: 11 500 м
- Швидкість підйому: на висоту 5000 м за 6 хв.

### Озброєння
- Гарматне:
  - 1 х 37-мм гармата «Ho-203»
  - 2 × 20-мм гармати «Ho-5»
- Підвісне:
  - 2 x 250 кг бомби
  - 2 x 200 л. додаткові паливні баки.